# Apatesia
Apatesia é um género botânico pertencente à família Aizoaceae.